# Format de photographie
Un format de photographie est le format de papier sur lequel on peut tirer une photographie.
On en recense deux types principaux (tailles en cm) :
- Les formats dits « traditionnels » avec un rapport « largeur-hauteur » de trois demis (photographie argentique, photographie numérique avec des appareils de type Reflex) :
  - 9 x 13
  - 10 x 15
  - 13 x 18
  - 15 x 21
  - 20 x 30
  - 30 x 45
- Les formats dits « numériques » avec un rapport « largeur-hauteur » de quatre tiers (photographie numérique hors appareils de type Reflex) :
  - 10 x 13
  - 11 x 15
  - 13 x 17
  - 15 x 20
  - 20 x 27

Formats en vente au particulier :
- 18 x 24
- 24 x 30,5
- 30,5 x 40,5